# 雅各布·布莱克枪击事件
2020年8月23日晚17时，美国非裔男子雅各布·布莱克（英語：Jacob Blake）与警方发生冲突，导致前者中枪并瘫痪。事发之时，威斯康辛州基诺沙市警方正因家庭暴力问题意图逮捕布莱克，而布莱克则径直走向自己的车，在侧身进入驾驶室中时被警员拉斯滕·谢斯基（Rusten Sheskey）从后背连开7枪。此次枪击事件引发了美国社会的巨大反响，在基诺沙市亦引发了一系列市民抗议、毁坏财产、放火等一系列事件，并成为Black Lives Matter运动中的一部分。

## 事发

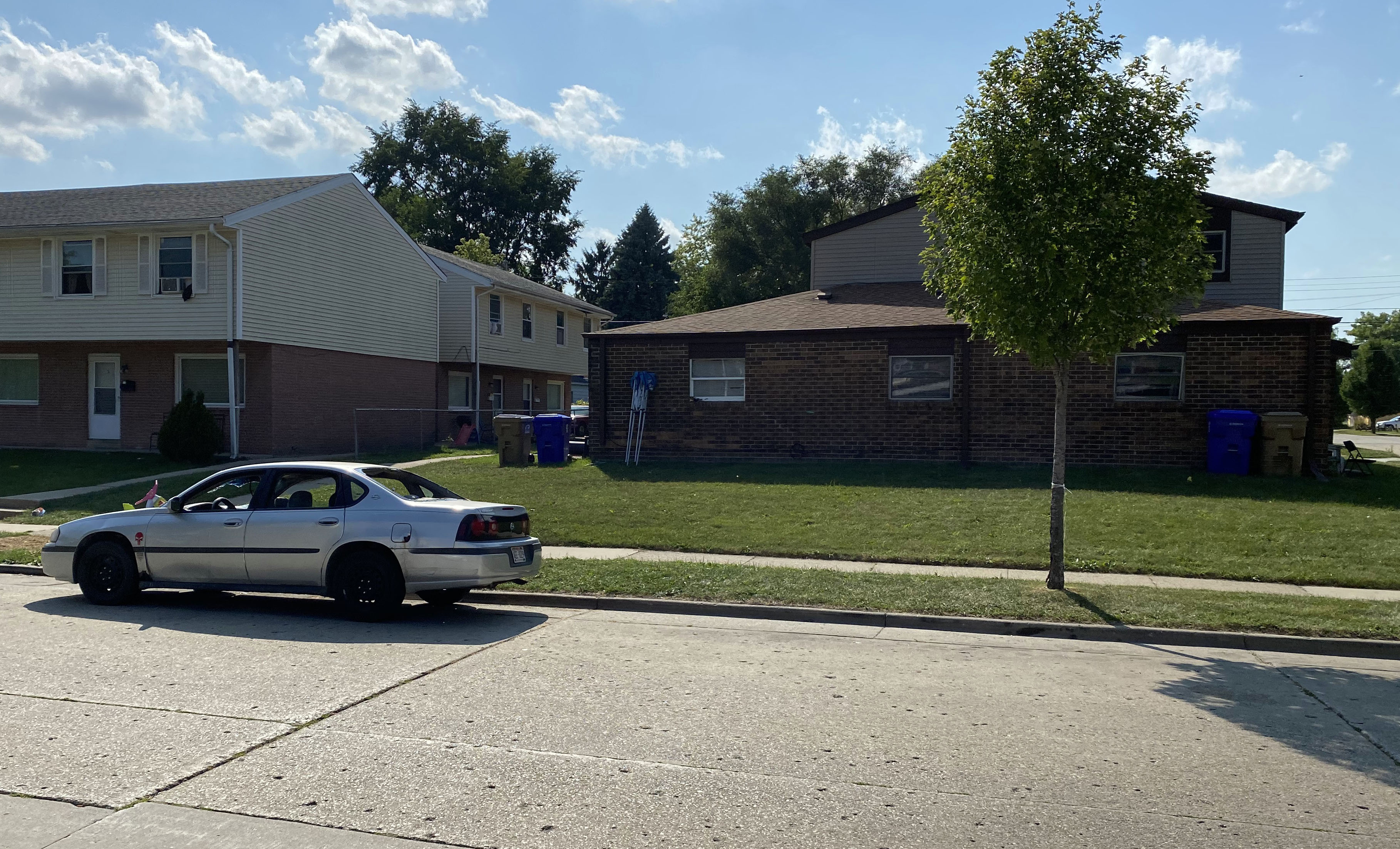
布莱克被枪击的地点

8月23日17:11时，基诺沙警方接到一通关于“家庭问题”的911报警。据多份官方警情通报，女报警人将布莱克呼作其男友，称其擅闯住宅，抢走了她的车钥匙不放。签派员亦用警情代码“10-99”通知基诺沙警方该地可能有“通缉犯”。布莱克当时被控三级性骚扰、擅闯侵权、因家庭暴力妨害治安，警方有对他的逮捕令。拨打911报警的女报警人便是此前指控布莱克性骚扰她的人。基诺沙警长丹尼尔·米斯基尼斯（Daniel Miskinis）和基诺沙警察行业协会（Kenosha Professional Police Association）均称，警察在23日出警时就已经知晓对布莱克的逮捕令。
一名证人称，布莱克将车开到了“有六七名女子在路边互相大喊大叫”的地方，“布莱克一句话都没对她们说”。另一名证人说，警察赶到时，布莱克正在两名互相吵架的女子之间协调。警察工会指出，警察的出警原因是布莱克试图偷取被报警人的车与车钥匙。
在现场，警方试图制服布莱克，其中两名警察对布莱克使用了电击枪。一名路人在现场录制了影片，他对记者说自己听到警察大喊“放下刀”，但“并没有看见他手中有任何武器，他并没有使用暴力”。警察工会称，布莱克当时左手持刀，但警察一开始并没有注意到他手中的武器，而布莱克“与警察大打出手，一名警察被夹头”，不听从警察将刀子放下的要求。“由于与布莱克无法用口头交流，物理阻拦等不太致死的方式也不奏效，警察不得不掏出武器”，警察工会进一步补充。布莱克的一名律师对此表示反对，称这一举措过于“夸张”，认为警察才是暴力的一方，一抵达现场就开始对布莱克动手了。在扭打完后，布莱克回到其车辆驾驶员一侧，拉斯滕·谢斯基和另一名警察用手枪指着他紧随其后。谢斯基试图用手抓住布莱克，但布莱克打开车门径直侧身进入车身，随后谢斯基抓着布莱克，从背后向他开了七枪。2020年8月26日的媒体发布会上，威斯康星州司法部长乔什·考尔称，在布莱克车中驾驶室车底板上发现了一把刀。考尔亦表明，布莱克曾告知探员自己有刀，但考尔并未描述刀的具体样式，亦未告知这把刀是否与枪击有关。布莱克的律师否认了布莱克持刀的说法。
布莱克随后被紧急送至威斯康星州沃瓦托萨的Froedtert医院。其父在8月25日宣布布莱克腰部以下瘫痪，医生尚不清楚是否会造成终身瘫痪。此外，布莱克手臂中枪，胃、肾、肝亦受损，不得不摘除其大部分小肠和结肠。因逮捕令的关系，布莱克最开始被两名警察拷着手铐押送到医院，直到其开始上绷带了才解开。